# Selección juvenil de rugby de Paraguay
La selección juvenil de rugby de Paraguay es el equipo nacional de rugby regulado por la Unión de Rugby del Paraguay (URP), informalmente es conocido como jóvenes yacarés o yacarecitos, ambos apodos derivados del de la selección de mayores (yacarés). La edad de sus integrantes varía según la edad máxima permitida del torneo, en los Sudamericanos A son para menores de 19 denominándose a la selección Yacarés M19; para los torneos internacionales Yacarés M20, en el pasado existieron selecciones de M18, M21, etc.

## Reseña histórica
La URP formó una selección juvenil M18 que se presenta al primer Sudamericano celebrado en Argentina en 1972 clasificando en el cuarto puesto detrás de los anfitriones, chilenos y uruguayos y por encima de brasileños.
La selección M19 de 1992, viajó por invitación de FIRA (Federación Internacional de Rugby Amateur) a Madrid, España, a participar del 24.º Campeonato del Mundo Juniors, en la categoría B (en la categoría A se encontraban equipos de gran calidad como Francia, Argentina, Italia, España, Uruguay y otros). El operativo de preparación llevó varios meses y muchos jugadores quisieron demostrar su calidad para estar por primera vez en lo que sería un torneo internacional de gran envergadura y tanta importancia para el Paraguay. Finalmente la lista fue confeccionada con los mejores jugadores de cada club con un promedio de edad de 18 años y luego de una exitosa pregira por tierras belgas y francesas, la selección juvenil finalmente llegó a Madrid. Bien entrenados física y técnicamente, y con una motivación muy grande, los integrantes de este seleccionado consiguieron, tras memorables encuentros con selecciones como la de Suiza, Túnez, Andorra y la final contra Marruecos, un título de Campeón Mundial Juniors (Categoría B) por primera vez para el Paraguay. Los que lograron esta hazaña hasta hoy día no imitada fueron: Jesús Mereles (pilar), Jorge Reyes (hooker),Rodrigo "Mazizo" Torres (pilar), Juan "Anchi" Campos (2.ª línea), Ramon "Monchi" Amarilla (2.ª línea),Rodrigo "Melón" Giménez (Capitán y ala), Leo Cuevas (octavo), Pedro Gutiérrez (ala), Gabriel "Negro" Riveros (medio scrum), Nestor "Caio" Arrua (apertura), Pablo Pappalardo (inside centro), Oscar "Cacheto" Cano, Vicente "Vico" Martínez (wing), Hugo Torales (2 wing) y Rodrigo "uru" Volpe.
Diego Ermakoff, Nicolas Urrutia, Ariel Felippo ,Gustavo Doldan, Rodolfo Bittar, Julio Lovera, Santiago Gonzalez, Angel Borja, Ricardo Ovelar, Christian Noguera, Victor Paez  ,Julio Cardozo, Nelson Gonzalez  .
Argentina (Pumitas) se coronó vicecampeona mundial de la categoría A en otro memorable encuentro ante su similar de Francia, lo que significó una alegría mayor para los dos equipos sudamericanos que durante el "Tercer tiempo" de la cena final, fueron los equipos que más celebraron.
Un año después (Francia - Lille - 1993), la FIRA reestructura su 25.º Campeonato Mundial de Rugby M19 creando las categorías B2, B1 y A. Paraguay permaneció en la categoría B1; y, con una gran mayoría de jugadores protagonistas de la hazaña anterior (1992), nuevamente llegó a la final cayendo ante el equipo de Bélgica, que tiempo después fue despojado del título por haber falsificado las edades de algunos jugadores, con lo cual Paraguay se quedó nuevamente (y en forma consecutiva) como Campeón Mundial de la categoría B1. La actuación (Francia - Lyon - 1994), fue también muy destacable, donde Paraguay consiguió un 4.º lugar. Luego de esos tres "Años dorados" de la selección Juvenil M19, Paraguay no ha conseguido otro logro internacional como estos.
En el 1998 participa del primer Sudamericano M21 organizado precisamente en Paraguay ubicándose en el 4.º puesto igual suerte tuvo en todas las ediciones que participó. Desde que la Confederación Sudamericana de Rugby (CONSUR) en 2008 dividió los torneos Sudamericanos juveniles en dos niveles, los Yacarecitos habían participado siempre de la división A (máxima categoría) hasta que en el 2013 perdieron la categoría frente a Brasil y bajó a la división B.
En cuanto a mundiales, la selección albirroja se presentó en varias ediciones de los que organizaba la FIRA, cuando ésta tenía un alcance más allá de Europa. Sin embargo, desde que la IRB pasó a organizar los certámenes, primero en M19 y en M21 y años más tarde, el Campeonato Mundial y el Trofeo Mundial los paraguayos no han logrado clasificar.

## Uniforme
La camiseta es a franjas horizontales rojas y blancas y el short azul al igual que los otros seleccionados nacionales del deporte. A veces, este equipo juega con una camiseta azul con vivos blancos y el short blanco. Las medias suelen ser albirrojas y en algunas oportunidades solo rojas.

## Palmarés
- Mundial M19 División B: 1992[6]
- Mundial M19 División B1: 1993.
- Sudamericano B  (4): 2013, 2017,[7] 2022, 2023

## Participación en copas
| - Italia 2002: 7.º puesto - Francia 2003: 7.º puesto - Francia 2004: Cuartofinalista - Sudáfrica 2005: 12.º puesto (último) - Asunción 1998: 4.º puesto - Santiago 1999: No participó - Montevideo 2000: 4.º puesto - Asunción 2001: 4.º puesto - Buenos Aires 2002: 4.º puesto - Santiago 2003: 4.º puesto - Buenos Aires 2004: 4.º puesto - Encarnación 2005: 4.º puesto - Santiago 2006: 4.º puesto - Posadas 2007: 4.º puesto - Sudamericano 1972: 4.º puesto - Sudamericano 1974: ? - Sudamericano 1976: 4.º puesto - Sudamericano 1978: 4.º puesto - Sudamericano 1980: ? - Sudamericano 1982: 3.º puesto - Sudamericano 1984: 4.º puesto - Sudamericano 1986: 4.º puesto - Sudamericano 1988: 3.º puesto - Sudamericano 1990: 5.º puesto - Sudamericano 1993: ? - Sudamericano 1994: 5.º puesto - Sudamericano 1996: 4.º puesto - Sudamericano 1998: No participó | - Sudamericano 1999: 4.º puesto - Sudamericano 2000: 4.º puesto - Sudamericano 2002: 4.º puesto - Sudamericano 2003: 4.º puesto - Sudamericano 2004: 4.º puesto - Sudamericano 2005: 4.º puesto - Sudamericano 2006: 4.º puesto - Sudamericano 2007: 4.º puesto - Sudamericano A 2008: 4.º puesto - Sudamericano A 2009: 5.º puesto - Sudamericano A 2010: 4.º puesto - Sudamericano A 2011: 4.º puesto - Sudamericano A 2012: 4.º puesto - Sudamericano A 2014: 4.º puesto - Sudamericano A 2015: 4.º puesto - Sudamericano A 2016: 4.º puesto - Sudamericano A 2019: 3.º puesto - Sudamericano A 2024: 4.° puesto - Sudamericano A 2018: 3.º puesto - Sudamericano B 2022: Campeón invicto - Sudamericano B 2023: Campeón invicto - Sudamericano B 2013: Campeón invicto - Sudamericano B 2017: Campeón invicto - Asunción 2018: 4.º puesto - Montevideo 2019: 5.º puesto (último) - Asunción 2019: 4.º puesto (último) - Rio Segundo 2023: No participó - Rio Segundo 2024: 5° puesto |